# نواه فيل
نواه فيل (بالألمانية: Noah Feil)‏ هو لاعب كرة قدم ألماني في مركز الوسط، ولد في 16 سبتمبر 1998 في آلن في ألمانيا. لعب مع نادي آلن.

## وصلات خارجية
- نواه فيل على موقع قاعدة بيانات كرة القدم.إي يو (الإنجليزية)
- نواه فيل على موقع عالم كرة القدم.نت (الإنجليزية)